# Голояд Богдан Маркович
Богдан Маркович Голояд (народився 6 травня 1967 місті Бурштин Галицького району Івано-Франківської області) — український художник та скульптор, послідовник італійського академічного реалізму. Його твори представлені у приватних зібраннях США, Польщі, Австрії, Франції та Греції. Розписи художника є у костелі Рогатина та костелі Святого Миколая у Києві. Пише картини в стилі академічного реалізму.

## Жо життєпису
Син Галини Савицької (Марти Гай) — діячки ОУН, репресованої, поетеси, членкині національної спілки письменників України, лицаря Срібного хреста заслуги УПА.
Навчався мистецтву з 8 років. Базові навички здобув у Державній художній середній школі імені Т. Г. Шевченка. Після закінчення школи вступив до Київського державного художнього інституту, але навчання перервалося через призов до армії. Закінчивши службу, художник вирішив перевестися до Львівського інституту прикладного та декоративного мистецтва. Богдан Маркович відзначає, що саме в період після закінчення служби, в часи розвалу колишньої системи, з'явилася можливість виїжджати за кордон та навчатися на творах попередників, якими він захоплювався.

## Відомі твори
- Погруддя Тараса Григоровича Шевченка в Ямполі на Вінниччині.[2][3]
- Скульптура на честь його матері, поетеси Марти Гай у бібліотеці ПК «Прометей» в Бурштині.[4]
- Дерев'яне розп'яття Прокафедрального собору святого Олександра на вулиці Костьольній в Києві.[1]